# Sultani di Zanzibar
I Sultani di Zanzibar (in arabo: سلاطين زنجبار) furono i sovrani del Sultanato di Zanzibar, che venne creato il 19 ottobre 1856 dopo la morte di Sa'id bin Sultan, il quale governava l'Oman e Zanzibar come Sultano dell'Oman dal 1804. I Sultani di Zanzibar erano un ramo cadetto della dinastia Al Bu Sa'idi dell'Oman.

## Elenco
| Sultano | Sultano                                  | Regno            | Regno            | Consorte                                                       | Note |
| Sultano | Sultano                                  | Inizio           | Fine             | Consorte                                                       | Note |
| ------- | ---------------------------------------- | ---------------- | ---------------- | -------------------------------------------------------------- | --- |
|         | Majid bin Sa'id ماجد بن سعيد البوسعيد    | 19 ottobre 1856  | 7 ottobre 1870   |                                                                | Primo sultano di Zanzibar, figlio di Sa'id bin Sultan (1806-1856), della dinastia Al Bu Sa'idi, ultimo sovrano di Oman e Zanzibar |
|         | Barghash bin Sa'id برغش بن سعيد البوسعيد | 7 ottobre 1870   | 26 marzo 1888    |                                                                | |
|         | Khalifah bin Said                        | 26 marzo 1888    | 13 febbraio 1890 |                                                                | |
|         | Ali bin Sa'id                            | 13 febbraio 1890 | 5 marzo 1893     |                                                                | fratello del precedente |
|         | Hamad bin Thuwayni                       | 5 marzo 1893     | 25 agosto 1896   | Sayyida Turkia bint Turki Al-Said                              | nipote del precedente |
|         | Khalid bin Barghash                      | 25 agosto 1896   | 27 agosto 1896   |                                                                | figlio del secondo sultano |
|         | Hamud bin Mohammed                       | 27 agosto 1896   | 18 luglio 1902   | Sayyida Khanforah bint Majid Al-Busaid                         | abolì la schiavitù |
|         | Ali bin Hamud                            | 18 luglio 1902   | 8 dicembre 1911  |                                                                | figlio del precedente |
|         | Khalifa bin Harub                        | 9 dicembre 1911  | 9 ottobre 1960   | Sayyida Matuka bint Hamud Al-Busaid (sorella di Ali bin Hamud) | cognato del precedente |
|         | Abdullah bin Khalifa                     | 9 ottobre 1960   | 1º luglio 1963   |                                                                | figlio del precedente |
|         | Jamshid bin Abdullah                     | 1º luglio 1963   | 12 gennaio 1964  |                                                                | Figlio del precedente e ultimo sultano di Zanzibar; il suo erede è il primogenito Principe Sayyid Ali Bin Jamshid Al-Said         |